# Deto marina
Deto marina là một loài chân đều trong họ Detonidae. Loài này được Chilton miêu tả khoa học năm 1884.